# 標準周波数局
標準周波数局（ひょうじゅんしゅうはすうきょく）は、無線局の種別の一つである。

## 定義
総務省令電波法施行規則第4条第1項第28号に「標準周波数業務を行う無線局」と定義している。
この標準周波数業務とは、電波法施行規則第3条第1項第19号に「科学、技術その他のために利用されることを目的として、一般的に受信されるように、明示された高い精度の特定の周波数の電波の発射を行なう無線通信業務」と定義している。 
送り仮名の表記は原文ママ

## 概要
文字通り標準周波数の電波、標準電波を発射する無線局である。
具体的には、JJYのことであり、免許されている2局は「おおたかどや山標準電波送信所」（福島県田村市都路町）および「はがね山標準電波送信所」（佐賀県佐賀市富士町）である。

## 免許
種別コードはSS。有効期間は免許の日から5年。但し、当初に限り有効期限は5年以内の一定の11月30日となる。（沿革を参照）
無線局の目的（用途）は「公共業務用」で無線局の目的コードはPUB、通信事項は「標準周波数及び標準時の通報」で通信事項コードはGMSである。
通信の相手方
「受信設備」である。

### 旧技術基準の機器の免許
無線設備規則のスプリアス発射等の強度の許容値に関する技術基準改正

により、旧技術基準に基づく無線設備が免許されるのは「平成29年11月30日」まで
、
使用は「平成34年11月30日」まで

とされた。
対象となるのは、
- 「平成17年11月30日」[5]までに製造された機器
- 経過措置として、旧技術基準により「平成19年11月30日」までに製造された機器[6]

である。
新規免許は「平成29年12月1日」以降はできないが、使用期限はコロナ禍により「当分の間」延期された。
詳細は無線局#旧技術基準の機器の使用を参照。

## 運用
無線局運用規則第6章 特別業務の局及び標準周波数局の運用による。
電波法第16条第1項ただし書および電波法施行規則第10条の2第5号により、運用開始の届出を要する。
無線局運用規則第140条により次の事項が告示

される。
1. 電波の発射又は通報の送信を行う時刻
2. 電波の発射又は通報の送信の方法
3. その他当該業務について必要と認める事項

## 操作
標準周波数局は、政令電波法施行令第3条第2項第8号に規定する陸上の無線局であり、両送信所とも空中線電力が2kWを超えるので第一級陸上無線技術士による管理（常駐するという意味ではない。）を要する。

## 検査
- 落成検査は、登録検査等事業者等による点検が可能で、この結果に基づき一部省略することができる。
- 定期検査は、電波法施行規則別表第5号第31号により周期は1年。登録検査等事業者等による検査が可能で、この結果に基づき省略することができる。
- 変更検査は、落成検査と同様である。

## 沿革
1940年（昭和15年）- 標準電波の発射開始
- 当時、施行されていたのは無線電信法である。

1950年（昭和25年）- 電波法施行、無線電信法廃止
- 電波法施行規則[11]制定時に定義
  - 標準周波数局の免許の有効期限は免許の日から5年以内と規定された。旧法による標準周波数局の免許（無線電信法による標準周波数局に相当する施設の許可）の有効期限は電波法施行の日から2年6ヶ月後（昭和27年11月30日）[12]とされた。

1952年（昭和27年）- 12月1日に最初の再免許、以降の免許の周期はこの日が起点となる。
1993年（平成5年）- 電波利用料制度化、料額の変遷は下表参照
2009年（平成21年）- 標準周波数局は無線業務日誌の備付けを要しないものに
局数の推移
| 年度         | 局数 | 出典                    | 出典                           |                       |
| ------------ | ---- | ----------------------- | ------------------------------ | --------------------- |
| 昭和33年度末 | 1    | 第19表 無線局数の推移   | 第19表 無線局数の推移          |                       |
| 昭和34年度末 | 1    | 第19表 無線局数の推移   | 第19表 無線局数の推移          |                       |
| 昭和35年度末 | 1    | 第19表 無線局数の推移   | 第19表 無線局数の推移          |                       |
| 昭和36年度末 | 1    | 第19表 無線局数の推移   | 第19表 無線局数の推移          |                       |
| 昭和37年度末 | 1    | 第19表 無線局数の推移   | 第19表 無線局数の推移          |                       |
| 昭和38年度末 | 1    | 第19表 無線局数の推移   | 第19表 無線局数の推移          |                       |
| 昭和39年度末 | 1    | 第19表 無線局数の推移   | 第19表 無線局数の推移          |                       |
| 昭和40年度末 | 1    | 第19表 無線局数の推移   | 第19表 無線局数の推移          |                       |
| 昭和41年度末 | 1    | 第19表 無線局数の推移   | 第19表 無線局数の推移          |                       |
| 昭和42年度末 | 1    | 第19表 無線局数の推移   | 第19表 無線局数の推移          |                       |
| 昭和43年度末 | 1    | 第19表 無線局数の推移   | 第19表 無線局数の推移          |                       |
| 昭和44年度末 | 1    | 第19表 無線局数の推移   | 第19表 無線局数の推移          |                       |
| 昭和45年度末 | 1    | 第19表 無線局数の推移   | 第19表 無線局数の推移          |                       |
| 昭和46年度末 | 1    | 第19表 無線局数の推移   | 第19表 無線局数の推移          |                       |
| 昭和47年度末 | 1    | 第19表 無線局数の推移   | 第19表 無線局数の推移          |                       |
| 昭和48年度末 | 1    | 第18表 無線局数の推移   | 第18表 無線局数の推移          |                       |
| 昭和49年度末 | 1    | 第15表 無線局数の推移   | 第15表 無線局数の推移          |                       |
| 昭和50年度末 | 1    | 第23表 無線局数の推移   | 第23表 無線局数の推移          |                       |
| 昭和51年度末 | 1    | 第29表 無線局数の推移   | 第29表 無線局数の推移          |                       |
| 昭和52年度末 | 1    | 第27表 無線局数の推移   | 第27表 無線局数の推移          |                       |
| 昭和53年度末 | 1    | 第27表 無線局数の推移   | 第27表 無線局数の推移          |                       |
| 昭和54年度末 | 1    | 第27表 無線局数の推移   | 第27表 無線局数の推移          |                       |
| 昭和55年度末 | 1    | 第27表 無線局数の推移   | 第27表 無線局数の推移          |                       |
| 昭和56年度末 | 1    | 第25表 無線局数の推移   | 第25表 無線局数の推移          |                       |
| 昭和57年度末 | 1    | 第24表 無線局数の推移   | 第24表 無線局数の推移          |                       |
| 昭和58年度末 | 1    | 第25表 無線局数の推移   | 第25表 無線局数の推移          |                       |
| 昭和59年度末 | 1    | 資料2-96 無線局数の推移 | 資料2-96 無線局数の推移        |                       |
| 昭和60年度末 | 1    | 資料3-54 無線局数の推移 | 資料3-54 無線局数の推移        |                       |
| 昭和61年度末 | 1    | 資料3-60 無線局数の推移 | 資料3-60 無線局数の推移        |                       |
| 昭和62年度末 | 1    | 資料4-1 無線局数の推移  | 資料4-1 無線局数の推移         |                       |
| 昭和63年度末 | 1    | 資料4-1 無線局数の推移  | 資料4-1 無線局数の推移         |                       |
| 平成元年度末 | 1    | 資料4-1 無線局数の推移  | 資料4-1 無線局数の推移         |                       |
| 平成2年度末  | 1    | 資料1-2 無線局数の推移  | 資料1-2 無線局数の推移         |                       |
| 平成3年度末  | 1    | 資料1-62 無線局数の推移 | 資料1-62 無線局数の推移        |                       |
| 平成4年度末  | 1    | 資料1-38 無線局数の推移 | 資料1-38 無線局数の推移        |                       |
| 平成5年度末  | 1    | 資料1-38 無線局数の推移 | 資料1-38 無線局数の推移        |                       |
| 平成6年度末  | 1    | 資料1-38 無線局数の推移 | 資料1-38 無線局数の推移        |                       |
| 平成7年度末  | 1    | 資料1-38 無線局数の推移 | 資料1-38 無線局数の推移        |                       |
| 平成8年度末  | 1    | 資料11 無線局数の推移   | 資料11 無線局数の推移          |                       |
| 平成9年度末  | 1    | 資料11 無線局数の推移   | 資料11 無線局数の推移          |                       |
| 平成10年度末 | 1    | 資料11 無線局数の推移   | 資料11 無線局数の推移          |                       |
| 平成11年度末 | 1    | 地域・局種別無線局数    | 平成11年度第4四半期末          |                       |
| 平成12年度末 | 2    | 地域・局種別無線局数    | 平成12年度第4四半期末          | 平成12年度第4四半期末 |
| 平成13年度末 | 2    | 用途別無線局数          | H13 用途・業務・免許人・局種別 |                       |
| 平成14年度末 | 2    | 用途別無線局数          | H14 用途・局種別無線局数       |                       |
| 平成15年度末 | 2    | 用途別無線局数          | H15 用途・局種別無線局数       |                       |
| 平成16年度末 | 2    | 用途別無線局数          | H16 用途・局種別無線局数       |                       |
| 平成17年度末 | 2    | 用途別無線局数          | H17 用途・局種別無線局数       |                       |
| 平成18年度末 | 2    | 用途別無線局数          | H18 用途・局種別無線局数       |                       |
| 平成19年度末 | 2    | 用途別無線局数          | H19 用途・局種別無線局数       |                       |
| 平成20年度末 | 2    | 用途別無線局数          | H20 用途・局種別無線局数       |                       |
| 平成21年度末 | 2    | 用途別無線局数          | H21 用途・局種別無線局数       |                       |
| 平成22年度末 | 2    | 用途別無線局数          | H22 用途・局種別無線局数       |                       |
| 平成23年度末 | 2    | 用途別無線局数          | H23 用途・局種別無線局数       |                       |
| 平成24年度末 | 2    | 用途別無線局数          | H24 用途・局種別無線局数       |                       |
| 平成25年度末 | 2    | 用途別無線局数          | H25 用途・局種別無線局数       |                       |
| 平成26年度末 | 2    | 用途別無線局数          | H26 用途・局種別無線局数       |                       |
| 平成27年度末 | 2    | 用途別無線局数          | H27 用途・局種別無線局数       |                       |
| 平成28年度末 | 2    | 用途別無線局数          | H28 用途・局種別無線局数       |                       |
| 平成29年度末 | 2    | 用途別無線局数          | H29 用途・局種別無線局数       |                       |
| 平成30年度末 | 2    | 用途別無線局数          | H30 用途・局種別無線局数       |                       |
| 令和元年度末 | 2    | 用途別無線局数          | R01 用途・局種別無線局数       |                       |
| 令和2年度末  | 2    | 用途別無線局数          | R02 用途・局種別無線局数       |                       |
| 令和3年度末  | 2    | 用途別無線局数          | R03 用途・局種別無線局数       |                       |
| 令和4年度末  | 2    | 用途別無線局数          | R04 用途・局種別無線局数       |                       |
| 令和5年度末  | 2    | 用途別無線局数          | R05 用途・局種別無線局数       |                       |

電波利用料額
電波法別表第6第9項の「その他の無線局」が適用される。
| 年月                                | 料額     | 備考                                      |
| ----------------------------------- | -------- | ----------------------------------------- |
| 1993年（平成5年）4月                | 20,200円 |                                           |
| 1997年（平成9年）10月               | 20,200円 |                                           |
| 2006年（平成18年）4月               | 18,300円 | 周波数3000MHz以下が適用                   |
| 2008年（平成20年）10月              | 26,500円 | 周波数3000MHz以下が適用                   |
| 2011年（平成23年）10月              | 31,800円 | 周波数3000MHz以下、周波数幅3MHz以下が適用 |
| 2014年（平成26年）10月              | 38,100円 | 周波数3000MHz以下、周波数幅3MHz以下が適用 |
| 2017年（平成29年）10月              | 45,700円 | 周波数3000MHz以下、周波数幅3MHz以下が適用 |
| 2019年（令和元年）10月              | 46,600円 | 周波数470MHz以下が適用                    |
| 2022年（令和4年）10月               | 45,000円 | 周波数470MHz以下が適用                    |
| 注 料額は減免措置を考慮していない。 |          |                                           |

## その他
JJYはベリカードを発行している。これは無線局の義務ではなく厚意によるものである。